# Басьяс, Игорь Павлович
Игорь Павлович Басьяс (1918—1996) — советский учёный, кандидат технических наук.
Внес вклад в разработку огнеупоров и технологию их эксплуатации в вакуумных индукционных печах, плазменных печах, высокомощных дуговых печах. Разработал технологию ремонта подин мартеновских печей, которая внедрена в СССР и Чехословакии и удостоена Государственной премии СССР. Соавтор изобретений СССР.

## Биография
Родился 22 ноября 1918 года в г. Майкоп Кубанской области.
Окончил Новочеркасский индустриальный институт (1941), инженер-химик. Кандидат технических наук (1958).
С 1941 года работал на Первоуральском динасовом заводе (ныне ОАО «Первоуральский динасовый завод» — ОАО «ДИНУР») начальником смены.
С 1942 года — в Уральском отделении Всесоюзного института огнеупоров (с 1959 года — ВОСТИО):
- научный сотрудник, старший научный сотрудник, заведующий лабораторией службы огнеупоров в промышленных печах;
- в 1975−1986 годах — главный инженер;
- в 1986−1996 годах — ведущий научный сотрудник.

Умер 26 мая 1996 года в Екатеринбурге. Похоронен на Широкореченском кладбище.

## Награды и звания
- Награждён орденом Трудового Красного Знамени (1966) и медалями.
- Лауреат Государственной премии СССР (1967).
- Заслуженный изобретатель РСФСР[2] (1972).